# Pc-strom
Pc-strom (stylizováno PC-STROM) je český účetní software pro vedení podvojného účetnictví, určený pro platformu MS-DOS, navržený a vytvořený litickým programátorem Ing. Martinem Šteklem (PC-STROM SOFTWARE s.r.o.). Jde o modulární program, zahrnující moduly obchodní partneři, vydané a přijaté faktury, ceníky a sklady, majetek, účetnictví, mzdy. Premiérově byl uveden roku 1991, poslední verzí je ta z 2002. Doporučená maloobchodní cena Pc-stromu byla stanovena na 10 000 Kčs; jeho distribuci zajišťovali karlínští AZ CON s.r.o.
Technicky vzato, jde o 16bitovou aplikaci, s těmito požadavky na konfiguraciː
– osobní počítač třídy PC/XT/386
– 512 KiB operační paměti
– pevný disk
– monochromatický MDA či barevný CGA adaptér
– tiskárna formátu A4 nebo A3, umožňující tisk 120 znaků na řádek, s podporou úzkého neboli kondenzovaného tisku (narrow čili condensed)
Na straně systému byl vyžadován MS-DOS verze 3.3 nebo vyšší.
Léta 1998 se Pc-strom dočkal nástupce jménem Win-strom téhož autora, určeného pro prostředí 32-bit MS Windows a využívající grafické uživatelské rozhraní.